# Atabak Peshyav
Atabak Peshyav – irański wioślarz.

## Osiągnięcia
- Mistrzostwa Świata – Poznań 2009 – czwórka podwójna – 13. miejsce[1].